# Ooencyrtus papilionidis
Ooencyrtus papilionidis är en stekelart som först beskrevs av Girault 1932.  Ooencyrtus papilionidis ingår i släktet Ooencyrtus och familjen sköldlussteklar. Inga underarter finns listade i Catalogue of Life.